# Залуска, Лукаш
Лу́каш Залу́ска (пол. Łukasz Załuska; 16 июня 1982, Высоке-Мазовецке, Польша) — польский футболист, вратарь клуба «Висла» (Краков).

## Клубная карьера

### Польша
Лукаш родился 16 июня 1982 года в польском городе Высоке-Мазовецке.
Карьеру футболиста Залуска начал в 1997 году в местной команде «Рух», но покинул его через несколько месяцев, присоединившись к клубу «МСП» из Шамотул. Спустя год Лукаш перешёл в оборниковскую «Спарту», затем, не заиграв и там, в команду «Зрыв». В 2001 году новым работодателем Залуски стал клуб «Стомил» из Ольштына, в составе которого в августе этого же года он дебютировал в польской Экстраклассе. В 2002 году Лукаш пополнил ряды варшавской «Легии», однако так и не провёл за столичную команду ни одного матча. В 2004 году вратарь был отдан в аренду в клуб «Ягеллония», за который отыграл 16 игр. В этом же году Лукаша приобрела команда «Корона». Проведя в составе «золотисто-красных» два года, Залуска стал финалистом Кубка Польши 2006/07.

### «Данди Юнайтед»
30 мая 2007 года Лукаш подписал двухлетний контракт с представителем шотландской Премьер-лиги, «Данди Юнайтед». В предсезонных матчах Залуска сразу завоевал место основного голкипера «оранжево-чёрных», однако на одной из тренировок поляк получил тяжёлую травму — перелом ноги, побудив «Юнайтед» подписать в качестве краткосрочной замены вратарю его соотечественника, Гжегожа Шамотульски. От повреждения Лукаш оправился в конце октября, но спустя несколько дней, вызвав рецидив травмы, вновь сломал ногу.
26 января 2008 года Залуска наконец дебютировал в составе «Данди Юнайтед» — в этот день его команда встречалась с «Килмарноком».
5 февраля этого же года Лукаш своей уверенной игрой помог своей команде победить в полуфинале Кубке Лиги «Абердин». После матча Шотландская футбольная ассоциация потребовала от Залуски объяснений его неоднозначных действий во время игры. Во время встречи болельщики «Донс» бросали в польского голкипера различные предметы — пластиковые бутылки, зажигалки и однофунтовые монеты, которые голкипер «оранжево-чёрных» поднимал и запускал обратно на трибуну фанатов «красных». В одном из эпизодов брошенная абердинцами монета угодила в главного арбитра матча, Иана Брайнса. Месяц спустя было принято решение оштрафовать Залуску на 500 фунтов стерлингов и предупредить его о более жёстких мерах в случае повторения подобных действий.
17 декабря 2008 года Лукаш заявил, что он отказывается продлевать контракт с «Данди Юнайтед» — это означало, что поляк покинет клуб по окончании сезона 2008/09, то есть по истечении своего текущего соглашения с «оранжево-чёрными».

### «Селтик»
23 декабря 2008 года Залуска подписал предварительный контракт с глазговским «Селтиком», по которому он присоединится к «бело-зелёным» летом будущего года. 1 июня 2009 года Лукаш официально стал игроком «кельтов».
Дебют Залуски в «Селтике» пришёлся на игру в рамках четвёртого раунда Лиги чемпионов, в которой «бело-зелёные» проиграли лондонскому «Арсеналу» со счётом 1:3. 25 октября, заменив в матче против «Гамильтон Академикал» травмированного Артура Боруца, Лукаш впервые вышел на поле в составе «кельтов» в матче шотландской Премьер-лиги.
На старте нового сезона 2010/11 Лукаш стал первым голкипером «кельтов» в связи с переходом в межсезонье Артура Боруца, подписавшего контракт с итальянской «Фиорентиной». Но после перехода в «Селтик» по арендному соглашению из английского «Ньюкасл Юнайтед» Фрейзера Форстера Залуска вновь был вынужден обосноваться в роли второго вратаря.

### Клубная статистика
| Клуб                        | Сезон                       | Чемпионат | Чемпионат | Кубок | Кубок | Кубок Лиги | Кубок Лиги | Еврокубки | Еврокубки | Итого | Итого |
| Клуб                        | Сезон                       | Игры      | Голы      | Игры  | Голы  | Игры       | Голы       | Игры      | Голы      | Игры  | Голы  |
| --------------------------- | --------------------------- | --------- | --------- | ----- | ----- | ---------- | ---------- | --------- | --------- | ----- | ----- |
| Рух (Высоке-Мазовецке)      | 1997/98                     | 2         | −2        | —     | —     | —          | —          | —         | —         | 2     | −2    |
| Всего за «Рух»              | Всего за «Рух»              | 2         | −2        | 0     | 0     | 0          | 0          | 0         | 0         | 2     | −2    |
| Стомил (Ольштын)            | 2001/02                     | 3         | −13       | —     | —     | 2          | −3         | —         | —         | 5     | −16   |
| Всего за «Стомил» (Ольштын) | Всего за «Стомил» (Ольштын) | 3         | −13       | 0     | 0     | 2          | −3         | 0         | 0         | 5     | −16   |
| Ягеллония                   | 2003/04                     | 8         | −17       | 2     | −2    | —          | —          | —         | —         | 10    | −19   |
| Ягеллония                   | 2004/05                     | 8         | −8        | 1     | −2    | —          | —          | —         | —         | 9     | −10   |
| Всего за «Ягеллонию»        | Всего за «Ягеллонию»        | 16        | −25       | 3     | −4    | 0          | 0          | 0         | 0         | 19    | −29   |
| Корона                      | 2004/05                     | 2         | −3        | 4     | −9    | —          | —          | —         | —         | 6     | −12   |
| Корона                      | 2005/06                     | 13        | −15       | 1     | −2    | —          | —          | —         | —         | 14    | −17   |
| Корона                      | 2006/07                     | —         | —         | 1     | −1    | 2          | −1         | —         | —         | 3     | −2    |
| Всего за «Корону»           | Всего за «Корону»           | 15        | −18       | 6     | −12   | 2          | −1         | 0         | 0         | 23    | −31   |
| Данди Юнайтед               | 2007/08                     | 15        | −17       | 2     | −1    | 2          | −3         | —         | —         | 19    | −21   |
| Данди Юнайтед               | 2008/09                     | 38        | −52       | 2     | −2    | 4          | −1         | —         | —         | 44    | −55   |
| Всего за «Данди Юнайтед»    | Всего за «Данди Юнайтед»    | 53        | −69       | 4     | −3    | 6          | −4         | 0         | 0         | 63    | −76   |
| Селтик                      | 2009/10                     | 11        | −13       | 2     | −2    | 2          | −1         | 3         | −3        | 18    | −19   |
| Селтик                      | 2010/11                     | 2         | 0         | 3     | −1    | —          | —          | 4         | −8        | 9     | −9    |
| Селтик                      | 2011/12                     | 5         | −1        | 2     | −0    | —          | —          | 1         | −1        | 8     | −2    |
| Селтик                      | 2012/13                     | 3         | −2        | 2     | −1    | 2          | −4         | —         | —         | 7     | −7    |
| Всего за «Селтик»           | Всего за «Селтик»           | 21        | −16       | 9     | −4    | 4          | −5         | 8         | −12       | 42    | −37   |
| Всего за карьеру            | Всего за карьеру            | 110       | −143      | 22    | −23   | 14         | −13        | 8         | −12       | 154   | −191  |

(откорректировано по состоянию на 3 февраля 2013)

## Сборная Польши
В состав сборной Польши Залуска впервые был вызван в августе 2008 года на матчи против Словении и Сан-Марино, вследствие дисквалификации основного вратаря «орлов» Боруца. Тем не менее эти встречи он провёл на скамейке запасных. 6 июня 2009 года Лукаш дебютировал в составе национальной команды — соперником поляков в этот день были южноафриканцы. На сегодняшний день этот матч является единственным для Залуски, сыгранным за сборную Польши.

### Матчи за сборную Польши
| № | Дата        | Место                                      | Оппонент | Счёт | Голы | Соревнование      |
| 1 | 6 июня 2009 | Фёст Нэшнл Бэнк Стэдиум, Йоханнесбург, ЮАР | ЮАР      | 0:1  | -1   | Товарищеский матч |

Итого: 1 матч / 1 пропущенный гол; 0 побед, 0 ничьих, 1 поражение.
(откорректировано по состоянию на 6 июня 2009)

### Сводная статистика игр/пропущенных голов за сборную
| Сборная          | Год              | Отборочные матчи ЧМ | Отборочные матчи ЧМ | Финальные матчи ЧМ | Финальные матчи ЧМ | Отборочные матчи ЧЕ | Отборочные матчи ЧЕ | Финальные матчи ЧЕ | Финальные матчи ЧЕ | Товарищеские матчи | Товарищеские матчи | Итого | Итого |
| Сборная          | Год              | Игры                | Голы                | Игры               | Голы               | Игры                | Голы                | Игры               | Голы               | Игры               | Голы               | Игры  | Голы  |
| ---------------- | ---------------- | ------------------- | ------------------- | ------------------ | ------------------ | ------------------- | ------------------- | ------------------ | ------------------ | ------------------ | ------------------ | ----- | ----- |
| 2009             | —                | —                   | —                   | —                  | —                  | —                   | —                   | —                  | —                  | 1                  | -1                 | 1     | −1    |
| Всего за карьеру | Всего за карьеру | 0                   | 0                   | 0                  | 0                  | 0                   | 0                   | 0                  | 0                  | 1                  | -1                 | 1     | −1    |

(откорректировано по состоянию на 6 июня 2009)

## Достижения
«Корона»
- Финалист Кубка Польши: 2006/07

 «Данди Юнайтед»
- Финалист Кубка шотландской лиги: 2007/08

 «Селтик»
- Чемпионат Шотландии: 2011/12, 2012/13, 2013/14
- Обладатель Кубка Шотландии: 2010/11, 2012/13